# Violência sexual na República Democrática do Congo

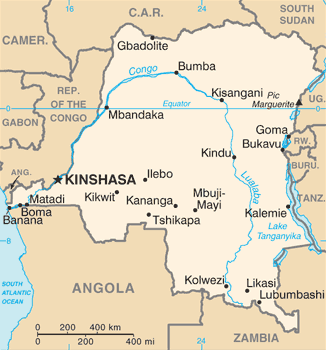
Mapa da República Democrática do Congo segundo o CIA World Factbook

A República Democrática do Congo, especialmente sua região oriental, foi descrita como a “capital mundial do estupro”, e a prevalência e intensidade de todas as formas de violência sexual foram consideradas as piores do mundo.
A República Democrática do Congo tem uma longa história de conflitos e instabilidade. Embora a violência sexual sempre tenha ocorrido na RDC em certa medida, seu aumento coincidiu com os conflitos armados do início dos anos 1990 e posteriores.
Grande parte das pesquisas sobre violência sexual na RDC foca na violência contra mulheres e no estupro relacionado a esses conflitos armados, ocorrendo principalmente na região oriental do país. A região oriental tem as maiores taxas de violência sexual, muitas vezes cometidas por grupos de milícias armadas. Contudo, estudos mostram que a violência sexual é generalizada em todo o território e nem sempre está ligada ao conflito.
Há evidências das consequências sociais e individuais dessa violência, mas o governo é criticado por não agir o suficiente. Embora a lei congolesa criminalize várias formas de violência sexual, sua aplicação é irregular.

## Antecedentes históricos
Ver também
O estupro na República Democrática do Congo é frequentemente descrito como arma de guerra, termo reconhecido oficialmente pela Nações Unidas em 2008. O estupro de guerra é eficaz não só contra as vítimas, mas contra comunidades inteiras. Décadas de guerra e instabilidade criaram uma cultura de violência que se manifesta sexualmente.
Onze anos após a independência de 1960, Mobutu Sese Seko renomeou o país para Zaire em 1971 e governou sob regime autocrático e corrupto. Sob seu governo, o abuso sexual foi usado como método de tortura.
Em 1997, após o genocídio de Ruanda de 1994, muitos génocidaires fugiram para a RDC. Milícias hutus se reagruparam em Kivu, levando violência ao país. O exército congolês e os capacetes azuis da ONU falharam em desarmar esses grupos, que retaliavam com estupros, sequestros e assassinatos. Essa onda de violência desencadeou a Primeira Guerra do Congo e o fim do regime de Mobutu. Em 1996, a Aliança das Forças Democráticas para a Libertação do Congo (AFDL), liderada por Laurent Kabila, rebelou-se contra Mobutu no leste do país.
Wilhelmine Ntakebuka, coordenadora de programa sobre violência sexual em Bukavu, afirma:
A epidemia de estupros parece ter começado em meados da década de 1990. Isso coincide com as ondas de milicianos hutus que fugiram para as florestas do Congo após exterminar 800.000 tutsis e hutus moderados durante o genocídio de Ruanda há 13 anos. O Sr. Holmes disse que, embora tropas governamentais possam ter estuprado milhares de mulheres, os ataques mais brutais foram perpetrados por milícias hutus.

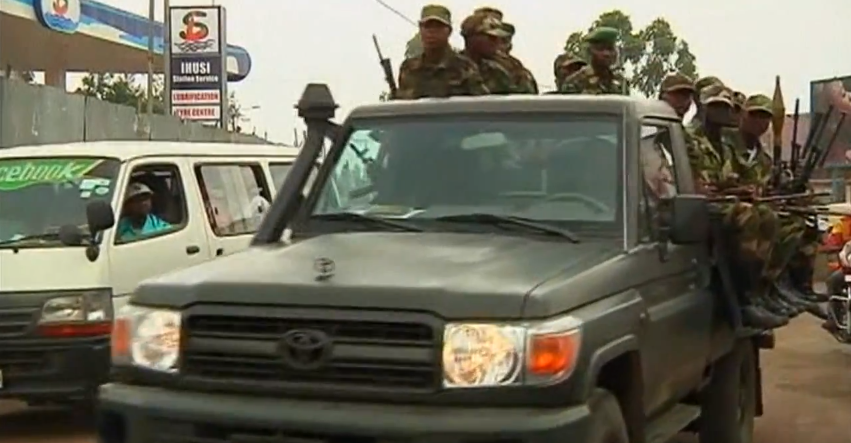
rebeldes do M23 em Goma, novembro de 2012

A Primeira Guerra do Congo levou à Segunda Guerra do Congo, que oficializou fim em 2006 com a eleição de Joseph Kabila. Ainda assim, a violência persiste. Em 2007, confronto entre forças governamentais e tropas de Laurent Nkunda ocorreu em Norte de Kivu. Desde a insurreição de membros do governo da RDC e a formação do movimento rebelde M23, apoiado por Ruanda e Uganda, instabilidade e violência aumentaram. Em dezembro de 2012, a ONU acusou rebeldes do M23 de estupros e assassinatos de civis. Há também relatos de 72 estupros contra civis em Minova.
Grande parte dessa violência decorre de animosidade histórica entre tutsis, hutus e outros grupos. Fatores como controle de terras, minerais e tensões econômicas também alimentam o conflito. Conceitos equivocados, por exemplo o mito de que ter relações com meninas pré-púberes confere força, mantêm o estupro ativo. A longa trajetória de violência gerou dessensibilização, desrespeito a normas internacionais de direitos humanos e falhas na educação.
Hoje, a República Democrática do Congo, sobretudo o leste, é conhecida como a capital mundial do estupro. Embora “a lei proíba especificamente e preveja penas de 10 a 20 anos de prisão para prostituição infantil e forçada, lenocínio e tráfico para exploração sexual... Não houve investigações ou processos contra traficantes em [2007].” Não há legislação contra violência sexual conjugal.

## Formas de violência sexual

### Violência contra mulheres
Margot Wallström chamou o leste do Congo de “o lugar mais perigoso do mundo para ser mulher” e diz-se que o estupro é parte da vida na RDC. Em outubro de 2004, a Anistia Internacional relatou 40.000 casos de estupro nos seis anos anteriores, a maioria em Sul do Kivu. Esse número é subestimado, pois organizações humanitárias não acessam toda a área de conflito; registram apenas mulheres que buscaram tratamento. Estima-se que até 200.000 sobreviventes vivam hoje na RDC.
Relatório de 2011 registrou 1.000 estupros diários.
Em 2014, a ONG Freedom from Torture descreveu o uso do estupro como método de tortura por forças de segurança, com estudos de caso e relatos de sobreviventes.
Em 2023, a ONU reportou mais de 113.000 casos de violência sexual na RDC e, em 2024, os casos relacionados a conflitos dobraram.
Pesquisa publicada no JAMA em 2010 indicou que 39,7% das mulheres na Região Oriental (Norte de Kivu, Sul do Kivu e Província Oriental) relataram ter sofrido violência sexual na vida, sendo o estupro o tipo mais comum.
Como disse Noel Rwabirinba, de 16 anos e ex-miliciano: “Se vemos garotas, é nosso direito... podemos violá-las.” Esse discurso reflete a normalização do estupro. Entre 60 e 90% das mulheres chefiadoras de família enfrentam longas jornadas por recursos, tornando-se vulneráveis.
Patricia Rozée define categorias de estupro na RDC: punitivo (para punir e silenciar), de status (por hierarquia), cerimonial (ritual), de troca (barganha), de apropriação (escravidão sexual) e de sobrevivência (relação com mais velhos por bens).
O estupro em conflitos é a forma mais comum de violência sexual no país, especialmente no leste. Civis também cometem estupros. No estudo de 2010 da AMA, 41,1% dos casos femininos e 10,0% dos masculinos relataram agressão por mulheres.

### Violência contra homens e meninos
O estupro masculino é frequente. Pesquisas mostram vítimas e perpetradores de ambos os sexos na RDC. Em 2010, 23,6% dos homens na Região Oriental relataram violência sexual; outro estudo apontou 22% versus 30% das mulheres. Um estudo populacional identificou que 1 em 4 homens no leste foi vítima. Estima-se que 4–10% das vítimas de estupro sejam homens.
O subregistro ocorre por estigma social intenso. Homens “estuprados” podem ser ostracizados ou acusados de homossexualidade, e poucos recorrem à Justiça, sendo chamados de “esposas da mata”. Denise Siwatula, da Women’s Synergy for the Victims of Sexual Violence em Kivu, diz que homens vítimas precisam de apoio distinto.
Lynn Lawry, do Departamento de Defesa dos EUA, recomendou incluir perpetradores e sobreviventes masculinos em clínicas de saúde mental para atender suas necessidades específicas.
Relatório das Nações Unidas de 2020 sobre violência sexual em conflitos relata caso de um jovem de Tanganyika desnudado, estuprado e coagido a estuprar a própria mãe, mostrando uso de estupro para humilhação e vulnerabilização de identidades sociais. O documento também menciona violência sexual contra homens e meninos em detenção.

### Violência contra crianças

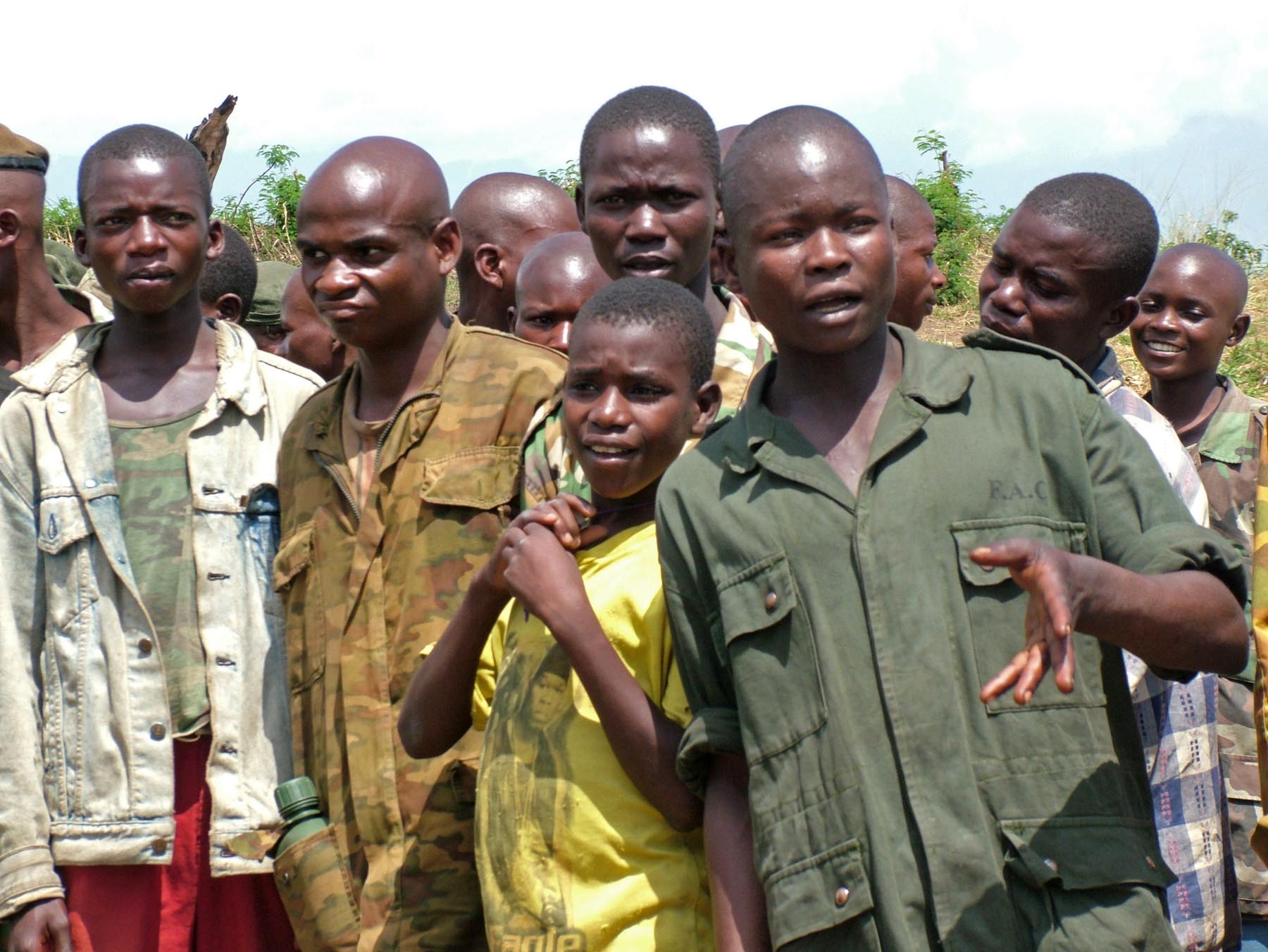
Um grupo de crianças-soldado desmobilizadas na República Democrática do Congo

O UNFPA relatou que mais de 65% das vítimas nos últimos 15 anos eram crianças, principalmente adolescentes do sexo feminino, e cerca de 10% tinham menos de 10 anos. Muitas crianças-soldado recrutadas em campos de refugiados sofrem abuso sexual.
O estupro de meninas e violência de gênero contra menores são comuns no leste do Congo.

### Estupro
A violência sexual visa humilhar a vítima e sua família ou marido. Após o estupro, a mulher tradicionalmente informa o marido, que busca o agressor. Comunidades estigmatizam as mulheres, culpando-as pelo crime. A chegada de grupos armados de Burundi e Ruanda elevou a frequência dos estupros na região.
Após as guerras de 1996 e 1998 e o deslocamento de congolenses, mulheres recorreram ao “sexo de sobrevivência” com soldados estrangeiros e capacetes azuis da ONU. Isso foi visto como um ataque à masculinidade. O estupro objetificado tornou-se norma na RDC. Profissionais de saúde relatam estupros de mulheres que fugiam, encontrando milícias, rebeldes e as Forças Armadas da República Democrática do Congo (FARDC) no caminho para assentamentos de refugiados.
Estupros públicos—chamados “la reigne”—acontecem diante de testemunhas. As vítimas são despidas, amarradas de cabeça para baixo e estupradas em grupo no vilarejo. Comandantes autorizam essas invasões como recompensa. As FARDC, por seu tamanho, são os maiores perpetradores.

#### Estupro de “segurança nacional”
Esse tipo de estupro é usado por governos e forças armadas em nome da “segurança nacional”. Ele impõe relações de poder, como nacionalismo e patriarcado, para humilhar, torturar e punir mulheres consideradas “rebeldes”.

#### Estupro em massa sistemático
O estupro sistemático de mulheres na RDC é ferramenta de opressão contra etnias específicas e generalizado por terror, justificado por discursos nacionais estabelecidos. Em guerra, o estupro em massa “feminiliza” o inimigo ao violar suas mulheres, sua nação e sua pátria, mostrando que ele falha como protetor. Busca destruir o tecido social, pois mulheres são vistas como portadoras simbólicas da identidade étnico-nacional.

### Outras formas de violência sexual
A ONU inclui estupro, estupros públicos, escravidão sexual, prostituição forçada, gravidez forçada, estupro coletivo, incesto forçado, mutilação sexual, evisceração, mutilação genital feminina, canibalismo humano, disseminação intencional de HIV/AIDS e esterilização forçada como técnicas de guerra contra civis.
Relatam-se ainda: uso de galhos e garrafas na vagina, estupro público diante de familiares, estupro forçado entre vítimas, introdução de objetos nas cavidades, derramamento de borracha derretida nas vaginas, tiros e abortos induzidos com objetos cortantes.

### Tráfico e prostituição
A RDC é origem e destino de tráfico para trabalho forçado e prostituição forçada, em grande parte interna e cometida por grupos armados no leste. É fonte regional de mulheres e crianças traficadas para indústrias do sexo em Angola, África do Sul, República do Congo e Europa Ocidental, especialmente Bélgica. Prostituição forçada ocorre em campos de refugiados. Meninas são forçadas a trabalhar em bordéis improvisados, mercados e áreas de mineração.
Os principais grupos são as Forças Democráticas de Libertação de Ruanda (FDLR), PARECO, milícias Mai-Mai, APCLS e Exército de Resistência do Senhor (LRA). Há relatos de recrutamento forçado de mulheres e crianças para servidão sexual.

### Violência doméstica
O artigo 444 do Código de Família do Congo dispõe que a esposa “deve obediência ao marido”. Estupro conjugal não é crime na RDC. Leis semelhantes e atitudes de conivência ocorrem em países afetados pelo conflito. No Zimbábue, 1 em 4 mulheres relata violência sexual do marido. Na RDC, recusar sexo dá ao marido direito de punir a esposa com espancamento, chamado “amor duro”.
A Research Directorate classificou a violência doméstica como “muito prevalente” na RDC. Estudos de 2011 apontam violência sexual por parceiro íntimo como forma mais comum de violência contra mulheres em toda a RDC. Em 2010, 31% das mulheres e 17% dos homens relataram violência de parceiro íntimo.
Fatores como reintegração de combatentes, circulação de armas e transtorno de estresse pós-traumático elevam a incidência em e pós-conflito. Denúncia é rara: mulheres temem perder filhos, serem rejeitadas ou desconhecem seus direitos.
Apesar de leis, normas culturais impedem a aplicação. O status social feminino depende do estado civil e, com a escassez de homens, as mulheres suportam a violência. Homens são vistos superiores por maior escolaridade e propriedade.

## Perpetradores

### Grupos de milícias
Segundo a Human Rights Watch, muitos casos de violência sexual são cometidos por milícias, que sequestram mulheres e meninas para escravidão sexual, mas o maior grupo de perpetradores são as Forças Terrestres da República Democrática do Congo, o exército congolês das FARDC.
Em 2007, MONUSCO relatou que 54% dos casos registrados nos seis primeiros meses foram de soldados das FARDC. Comandantes teriam ignorado ou ordenado estupros. Um estudo identificou ordens de estupro por parte de alguns comandantes. Há também estupros cometidos pela polícia, autoridades, civis e criminosos oportunistas.
Visões de masculinidade que associam força e violência ao ser homem alimentam a prática sexual violenta entre militares e milícias. Armas servem de símbolo de status e poder sobre civis desarmados. Soldados considerados “femininos” são atacados e ostracizados.
Muitas sociedades, como a da RDC, concentram treinamento e armas em homens, ligando masculinidade à dominação e violência.

#### Contexto histórico
Desde a colonização, fatores econômicos reforçaram a cultura de violência na RDC. Em 1908, sob Leopoldo II, o “estupro metódico de aldeias inteiras” era tática de repressão.
Após a independência de 1960, a RDC viveu instabilidade política e social. Em 1965, um golpe levou Mobutu ao poder, onde permaneceu 32 anos.
Nos anos 1990, refugiados do genocídio de Ruanda reacenderam violência na RDC. Ex-perpetradores se rearmaram e foram organizados por antigos líderes das FARDC. Em resposta, soldados do Frente Patriótica Ruandesa (FPR) uniram-se à AFDL de Laurent Désiré Kabila, matando milhares de civis desarmados.
Em 2001, após o assassinato de seu pai, Joseph Kabila assumiu o poder. Rebelião no mesmo ano matou cerca de 4 milhões na disputa por recursos naturais. Tentativas de paz falharam. Milícias remanescentes, como os Mai-Mai, mantêm a insegurança.

### Perpetradores civis
Em junho de 2010, a Oxfam reportou aumento drástico de estupros na RDC. Ao contrário de 2007, 38% dos estupros de 2008 foram cometidos por civis, contra menos de 1% em 2004. Pesquisadores de Harvard apontam aumento de 17 vezes nos estupros civis. A representante do UNFPA na RDC, Dr. Margaret Agama, declarou:
Inicialmente, o estupro era usado como ferramenta de guerra por todas as forças beligerantes, mas agora ocorre também por pessoas comuns em cargos de autoridade, vizinhos, amigos e familiares. 

### Professores
Pesquisa do Promundo mostrou que 16% das meninas em Norte de Kivu disseram ter sido forçadas a ter relações com professores. Relatório da UNICEF de 2010 indica que 46% das alunas sofreram assédio, abuso ou violência de professores ou funcionários escolares.

### Perpetradoras femininas
Estudo de 2010 em mais de 1.000 domicílios no leste do Congo, liderado por Lynn Lawry (Harvard), perguntou sobre o gênero do agressor. O estudo mostrou que 40% das vítimas femininas e 10% das masculinas foram agredidas por mulheres. Uma especialista da ONU em grupos armados afirmou: “Mulheres estupradas por anos agora estupram outras mulheres.”

### Violência em Angola
Mulheres congolesas são sistematicamente estupradas em Angola para expulsar os congoleses de lá. Com o boom da mineração, congoleses migram para Angola em busca de sustento. De 26.000 expulsos desde abril de 2011, 21.000 casos de violações, incluindo estupro, espancamento, tortura e saques, foram documentados por agência italiana com financiamento da ONU. A Human Rights Watch afirma que o objetivo é incutir medo.

## Ramificações

### Ramificações médicas
As repercussões médicas do abuso sexual na RDC variam de membros dilacerados e quebrados, carne queimada, reto-vaginal e fístula vésico-vaginal, IST, gravidez, e incontinência urinária até a morte. Adequado atendimento médico para esses ferimentos é difícil de obter, e muitas sobreviventes permanecem doentes ou desfiguradas pelo resto de suas vidas.
São todas mais graves quanto mais jovem for a vítima. Meninas que ainda não estão totalmente desenvolvidas têm maior probabilidade de sofrer parto obstruído, o que pode levar a fístulas ou até à morte. Em uma menina jovem, a pelve "[ainda não] cresceu o suficiente para acomodar a cabeça do bebê, uma ocorrência comum em adolescentes...[essas meninas acabam] em parto obstruído, com o bebê preso dentro de suas passagens de parto...[frequentemente, elas não conseguem] caminhar ou ficar em pé, consequência de danos nervosos que são subproduto frequente das fístulas."
No Doctors on Call for Service/Heal Africa Hospital, no leste da RDC, 4.715 mulheres relataram ter sofrido violência sexual; 4.009 receberam tratamento médico; 702 apresentaram uma fístula, sendo 63,4% traumáticas e 36,6% obstétricas. Durante 2022, unidades de saúde sofreram 159 ataques, resultando na redução de serviços ou fechamento completo por até um mês. O direcionamento de centros médicos limitou severamente a disponibilidade de ajuda crucial, especialmente para quem sofreu violência baseada em gênero e sexual.
O estupro também contribuiu para a taxa de HIV. Antes do conflito de 1997, apenas 5% da população era soropositiva; em 2002, havia 20% de soropositivas na região oriental. Um estudo constatou que barreiras socioculturais e estrita obediência à doutrina vaticana impediam adolescentes de receberem preservativos ou educação sexual abrangente, o que contribui para a propagação do HIV.

### Ramificações psicológicas e sociais
Há também muitas consequências psicológicas e sociais para quem é vítima de violência sexual. Vítimas frequentemente desenvolvem transtorno de estresse pós-traumático (TEPT), depressão e suicídio. Isso pode ser particularmente grave em casos em que homens foram forçados à força a abusar sexualmente de suas filhas, irmãs ou mães. O trauma psicológico após vivenciar violência sexual pode afetar negativamente o comportamento sexual e os relacionamentos, sentimentos sobre sexo, capacidade de negociar sexo seguro e aumentar a probabilidade de uso de drogas.
A consequência social mais comum para vítimas de violência sexual é o isolamento de suas famílias e comunidades. Mulheres estupradas são vistas como impuras, frequentemente levando ao abandono pelos maridos ou dificuldade em se casar. As formas mais extremas dessa estigmatização podem levar a "honor killings" em que a vítima é assassinada pela família ou comunidade devido à crença de que trouxe vergonha e desonra.
Jovens que são expulsas de casa, ou se afastam por vergonha, provavelmente se tornarão ainda mais vulneráveis a novos abusos. Além disso, a cultura de violência generalizada muitas vezes atinge crianças precocemente. A violência sexual também é cometida por menores, particularmente entre aqueles envolvidos com forças combatentes. Um ex-criança-soldado do movimento Mai-Mai, que lutou para resistir ao Interahamwe de Ruanda refugiado na RDC após fugirem do Rwandan Patriotic Front, disse que razões para que crianças-soldado e outros combatentes estuprassem mulheres incluem: ouvir conselhos de witch doctors (feiticeiros), uso de drogas, longos períodos no matagal, ganho de experiência sexual, punição, vingança e uso de estupro como arma de guerra.
No contexto da sociedade congolesa, o estupro é considerado um "ato de casamento" ao perpetrador. Uma menina que engravida em decorrência do abuso deixa de ser vista como criança que precisa de cuidados e afeto dos pais.
Muitas mulheres e meninas relatam pobreza extrema, impossibilidade de continuar os estudos e de ganhar a vida e pagar taxas. Além disso, afirmam não conseguir encontrar emprego devido à dor física e aos ferimentos causados pelo abuso.

## Diferenças regionais
|  | 1. Província de Bandundu 2. Baixo Congo 3. Província do Equador 4. Província do Kasaï Ocidental 5. Província do Kasaï Oriental 6. Província de Katanga 7. Kinshasa (cidade-província) 8. Província de Maniema 9. Província do Kivu Norte 10. Província do Oriente 11. Província do Kivu Sul - Uma Administração Interina de Ituri também existe na região de Ituri, da Província Oriental |

Vários relatórios afirmam que não há números precisos sobre a prevalência de violência sexual na RDC devido à subnotificação e à falta de pesquisas. Até o momento, não há estudos que indiquem diferenças nas taxas de violência sexual com base em educação, renda ou residência (urbana ou rural). Entretanto, outras pesquisas encontraram diferenças regionais nas taxas e tipos de violência sexual na RDC.
Segundo estudo do American Journal of Public Health de junho de 2011, as maiores taxas de estupro contra mulheres ocorreram na Província do Kivu Norte. As áreas de conflito e ricas em minerais no leste do país apresentam altas taxas de violência sexual. O grupo M23 ganhou recentemente controle de territórios em Kivu Norte, na cidade de Goma e em outras áreas da região de Rutshuru, e há relatos de violência sexual nessas áreas.
Anthony Gambino, diretor de missão do USAID no Congo, afirmou que "estatísticas chocantemente altas de estupro são encontradas no oeste do Congo, bem como no norte e leste", mas que estupro relacionado ao conflito é menos prevalente no oeste. Embora a maioria dos relatórios concorde que violência sexual relacionada ao conflito armado seja mais frequente em Kivu Norte e Kivu Sul, Maniema e Katanga, um estudo constatou que o maior número de estupros relatados em 2007 por mulheres de 15 a 49 anos ocorreu nas províncias do Oriente, Kivu Norte e Equador. Verificou-se que violência sexual não relacionada ao conflito armado, como no Equador, frequentemente assume a forma de violência por parceiro íntimo.

## Esforços preventivos
O aumento da conscientização sobre violência sexual na RDC levou a esforços nacionais e internacionais para prevenir a continuidade dessas atrocidades.

### Política governamental
Segundo artigos da Constituição da República Democrática do Congo, violência sexual é definida e criminalizada como forma de violência de gênero e discriminação de gênero (artigo 14); tratamento cruel, degradante e desumano (artigo 16); crime contra a humanidade (artigo 15); e violação do direito à paz do indivíduo (artigo 52). A lei congolesa distingue estupro de estupro sistemático, sendo violência sexual crime contra o Estado e violência sexual sistemática crime internacional.
Em 2006, o Palácio do Povo, órgão do governo congolês, promulgou emendas ao Código Penal de 1940 e ao Código de Processo Penal de 1959 relativas à violência sexual. Parte dessas mudanças criminalizou "inserção de objeto na vagina de mulher, mutilação sexual e escravidão sexual", além de definir "qualquer relação sexual com menor como estupro de vulnerável." O Ministério do Gênero, Família e Crianças é dedicado a lidar com violência sexual no país.

### Comunidade internacional e organizações não governamentais
Organizações internacionais de direitos humanos começaram a documentar violência sexual em 2002.
Em setembro de 2009, após visita à RDC, a secretária de Estado dos EUA, Hillary Clinton, supervisionou a adoção da Resolução 1888 do Conselho de Segurança das Nações Unidas, que detalha esforços para proteger mulheres de violência sexual em zonas de conflito e medidas para levar perpetradores à justiça. Clinton instou o governo congolês a investigar membros das FARDC que cometeram violência sexual, e generais das FARDC declararam que criariam novos tribunais militares para processar soldados acusados. Ela também apoiou um plano de US$ 17 milhões para combater violência sexual na RDC.
O USAID/Kinshasa fornece atualmente apoio médico, psicossocial, judicial e socioeconômico a cerca de 8.000 sobreviventes em Kivu Norte, Kivu Sul e Maniema. A Estratégia Internacional de Apoio à Segurança e Estabilidade constatou que 72 % dos fundos internacionais para violência sexual na RDC destinam-se ao tratamento de vítimas de estupro e 27 % à prevenção do abuso sexual.
RDC vs Burundi, Ruanda e Uganda em março de 1999 foi o primeiro caso julgado pela Comissão Africana de Direitos Humanos e dos Povos que discutiu violações de direitos humanos, incluindo violência sexual, durante conflito armado. A Comissão concluiu que abusos cometidos nas províncias orientais da RDC não estavam em conformidade com a Parte III da Convenção de Genebra de 1949 relativa à Proteção de Civis em Tempo de Guerra, artigo 75(2) do Protocolo 1 e artigos 2 e 4 da Carta Africana.
O Tribunal Penal Internacional conduz investigação em curso sobre crimes cometidos na RDC durante a Segunda Guerra do Congo e depois. Vários líderes militares foram acusados de crimes de violência sexual. Germain Katanga, líder da Frente Patriótica de Resistência de Ituri, e Mathieu Ngudjolo Chui, líder da Frente Nacionalista e Integracionista, foram acusados e indiciados por nove crimes contra a humanidade incluindo escravidão sexual, crime contra a humanidade segundo Estatuto de Roma art. 7(1)(g) e crime de guerra art. 8(2)(b)(xxii) ou (e)(vi). Bosco Ntaganda das Forças Patrióticas para a Libertação do Congo foi acusado de estupro e escravidão sexual. Callixte Mbarushimana das FDLR e Sylvestre Mudacumura também foram acusados de estupro.
Segundo o Tier Rating, o governo da República Democrática do Congo não cumpre os padrões mínimos para erradicar este problema ao processar perpetradores e oferecer serviços às vítimas. O governo não apresentou evidências de processos contra responsáveis pelo tráfico sexual.
Em junho de 2014, a ONG britânica Freedom from Torture publicou o relatório "Rape as Torture in the DRC: Sexual Violence Beyond the Conflict Zone", baseado em 34 laudos médico-forenses, mostrando que estupro e violência sexual são usados rotineiramente por agentes estatais em prisões congolesas como punição a mulheres politicamente ativas. Uma das mulheres relatou: "Agora eu sei, porque estive lá, que é normal mulheres serem abusadas sexualmente na prisão..." As mulheres incluídas no relatório foram abusadas em várias localidades pelo país, incluindo a capital Kinshasa e outras áreas fora das zonas de conflito.
Além disso, a V-Day, organização não governamental de Eve Ensler, não apenas aumentou a conscientização sobre violência sexual na RDC, mas também firmou parceria com a UNICEF e a Fundação Panzi para construir a Cidade da Alegria, uma instalação em Bukavu para sobreviventes de violência sexual na RDC. O centro, com capacidade para 180 mulheres por ano, oferece cursos de educação sexual, aulas de defesa pessoal e terapia em grupo, além de aulas acadêmicas e artísticas. A Cidade da Alegria foi inaugurada em fevereiro de 2011.

## Efeito da assistência internacional
Programas de intervenção em áreas de conflito que abordam violência sexual tipicamente priorizam serviços voltados à sobrevivente, oferecendo apoio médico, psicológico, judicial e socioeconômico às vítimas. Contudo, há crescente reconhecimento da importância de esforços preventivos que abordem fatores subjacentes como normas de gênero e fragilidades institucionais. Apesar disso, grandes organizações como o Banco Mundial e as Nações Unidas tendem a priorizar apoio às sobreviventes em vez de prevenção, refletindo a lacuna entre conhecimentos acadêmicos e implementações práticas.
No âmbito de saúde mental e intervenções de apoio psicossocial, aconselhamento individual e em grupo, juntamente com atividades sociais estruturadas, que são tipos preferenciais de intervenção, mostraram resultados positivos. Esses programas reduziram comprometimentos no funcionamento (ex.: agricultura, comércio, culinária) e sintomas como medo e ansiedade entre as sobreviventes. Em geral, consultas médicas mais frequentes mostraram potencial para melhorar a relação profissional-paciente e facilitar educação e tratamento direcionados. Contudo, abordar infecções sexualmente transmissíveis em parceiros masculinos continua sendo um desafio persistente. ONGs locais desempenham papel crítico no atendimento às necessidades de saúde, especialmente em áreas rurais com escassez de profissionais qualificados. A colaboração com parceiros locais ajuda a prevenir redundâncias, e expertise indígena é indispensável para desenvolver estratégias e serviços eficazes, sobretudo em zonas de conflito.
Determinar as abordagens mais eficazes continua um desafio devido à falta de dados abrangentes e limitações metodológicas. A especificidade dos contextos leva a adaptações ou combinações de intervenções, dificultando isolar seu impacto. Muitos estudos carecem de grupos de controle apropriados, e obter altas taxas de seguimento é problemático devido a altos índices de desistência. Apesar disso, alguns estudos rigorosos demonstraram resultados promissores, indicando que avaliações adequadas são viáveis mesmo em cenários difíceis. Contudo, a escassez de dados e evidências robustas dificulta estabelecer consenso sobre abordagens prioritárias de prevenção em contextos de conflito.
Há uma lacuna significativa no atendimento a vítimas de VBG, especialmente homens e LGBTQs. Pesquisas muitas vezes ignoram suas experiências, com poucos estudos incluindo homens e nenhum focado exclusivamente neles. A orientação sexual raramente é considerada. Mais pesquisas são necessárias para criar programas de apoio adequados para todas as vítimas.
Surgiram preocupações quanto ao rápido crescimento de intervenções internacionais voltadas à violência sexual na RDC, notadamente o aumento de projetos em 2010 e 2011. O principal problema advém de organizações internacionais que simplificam narrativas para facilitar captação de recursos. Essa simplificação decorre da complexidade da situação e da escassez de fontes confiáveis. Consequentemente, tende-se a focar fortemente em vítimas de violência sexual, muitas vezes em detrimento de outras vítimas. Ademais, a distribuição de auxílio tende a privilegiar regiões acessíveis com alta incidência de violência sexual, gerando esforços sobrepostos e relatórios imprecisos. As simplificações na resposta suscitaram dúvidas sobre sua eficácia e impacto no empoderamento feminino, com alguns programas disponíveis apenas para vítimas de estupro resultando em influxo de denúncias falsas. Entretanto, em 2014, houve sinais de progresso, com mudança para intervenções mais coordenadas e comunitárias que abordam questões mais amplas de violência de gênero e promovem o empoderamento feminino. Persistem desafios devido a recursos e infraestrutura limitados, com maior parte da assistência concentrada nas províncias orientais afetadas pelo conflito.

## Outras perspectivas
Há quem apresente perspectivas diferentes ao discurso dominante sobre violência sexual na República Democrática do Congo.
Muitas populações congolesas locais, intelectuais e agentes de campo enfatizam que existem outras consequências do conflito armado que merecem tanta atenção quanto a violência sexual, incluindo assassinatos, trabalho forçado, crianças-soldado e tortura. Acreditam ainda que a ênfase no estupro na RDC contribui para estereótipo de congoleses como selvagens e bárbaros.
Diz-se também que o foco internacional nesse problema levou a consequências negativas não intencionais, como negligenciar outras formas de violência e estupro de homens e meninos. A consequência mais grave discutida é a crença de que alguns grupos armados passaram a ver a violência sexual como ferramenta de barganha eficaz. Assim, segundo essa perspectiva, o foco internacional estaria contribuindo para o aumento da violência sexual. Alega-se que os estupros em massa em Luvungi, em 2010, quando o grupo Mai-Mai Sheka estuprou 387 civis, se deram em parte por esse motivo, já que Sheka teria ordenado que seus soldados estuprassem mulheres para chamar atenção ao grupo.

### Testemunhos de perpetradores
Vozes e testemunhos de perpetradores estiveram ausentes por muito tempo. Contudo, em 2005–2006, Maria Erickson da Escola de Estudos Globais da Universidade de Gothenburg, na Suécia, entrevistou soldados e oficiais das forças armadas integradas. As entrevistas foram organizadas em grupos de 3–4 pessoas e duraram entre 3 e 4 horas.
Grande parte dos entrevistados era das forças governamentais anteriores, as FARDC. Os dados coletados forneceram relatos detalhados sobre como os soldados entendiam suas identidades, seus papéis como combatentes e a dor infligida às vítimas.

#### Visão de masculinidade
Alguns soldados das FARDC entrevistados descreveram o ambiente militar como espaço para os fortes e como local para provar a masculinidade. Um soldado afirmou: "Você tem que aprender o espírito duro de um soldado. Se não souber, é preciso uma surra. Aqueles que não conseguem, chamamos de ineptos, às vezes até de mulheres, os ineptos fogem."
Ele também descreveu a dessensibilização que acompanha a violência machista militar: "....Um soldado é um soldado. Ele não é civil. Bala é bala. É guerra. Não vamos lá matar patos. É guerra. Você vai lá defender. O centro não é lugar para compaixão".

#### Papéis como soldados
A percepção dos entrevistados sobre seus papéis como soldados refletiu-se nas noções de posição bem-sucedida dentro das forças armadas. Um soldado bem-sucedido, segundo eles, era aquele instruído que "ficava atrás de uma mesa e fazia trabalho administrativo". Contudo, explicaram que, embora tarefas administrativas fossem atraentes, ingressar na força não foi escolha ativa, mas meio de ganhar dinheiro e obter educação.
Como a masculinidade estava ligada à riqueza material, ingressar nas forças armadas não foi motivado por vingança, mas por falta de opções devido a circunstâncias desfavoráveis. Muitos relataram não ter recebido a educação prometida e ter vidas marcadas por "ruína" e "tragédia". Esse descompasso entre como o serviço militar "deveria ser" e como ele era fundamentou a prevalência de violência nas forças armadas.